# 재커 전격대
《재커 전격대》(ジャッカー電撃隊 잣카 덴게키타이[*])는 일본 토에이가 제작한 특촬 드라마 슈퍼 전대 시리즈의 2번째 작품 으로, 1977년 4월 9일부터 1977년 12월 24일까지 일본 TV 아사히에서 방영되었다.

## 배경
끊임없이 사건을 일으키는 범죄조직 크라임 (クライム 쿠라이무[*])에 맞서, 국제과학특수대(国際科学特捜隊 코쿠사이 카카쿠 토쿠소타이[*])의 쿠지라이 다이스케는 비밀리에 개발해 온 사이보그 기술을 적용할 부대의 결성을 강행하여, 스카우트한 두 명의 젊은이와 순직한 특수대원 1명을 사이보그로 개조하는 데 성공했다. 그리고 한번 쿠지라이의 제의를 거절했던 사쿠라이 고로 또한, 크라임의 악행을 눈 앞에서 보고 스스로 사이보그가 되어 크라임을 무찌르리라고 결심했고, 드디어 사이보그 부대 "재커 전격대"가 탄생했다. 네 명은 살아있을 때의 몸을 잃어버린 슬픔을 마음 속 깊은 곳에 감추고, 크라임과 싸움을 계속하게 된다. 그 후, 재커 전격대는 세계 정복을 꿈꾸는 크라임의 침략 로봇과 맞서면서, 행동대장 빅 원과 합류하게 된다.

## 개요
기획 단계에서는 《전격전대 그로스본거》(電撃戦隊グロスボンガー)와 《과학특수대 보그 헌터》가 유력 후보였다. 재커가 소속된 국제과학특수대는 여기서 유래한 것이다.
방송 시작부터 범죄조직과 특수대의 대립을 그리며 그 어떠한 스파이액션을 방불케하는 진지하고 심오한 작품 스타일을 고수하였다. 초기에는 재커의 지인과 그 가족이 많은 피해를 받는 살인·마약밀수·무기밀매·인신매매 등을 포함한 수없이 많은 생생한 범죄가 이어지는 전개가 주 시청층인 어린이들에게 전혀 호응받지 못하며 시청률이 5%일 정도로 침체하였다. 13화부터는 기계괴수의 모습을 《비밀전대 고레인저》와 비슷하게 만들고 어린이 출연자의 등장횟수를 늘리는 등 온갖 방법을 취하고 행동대장 빅원이 등장한 23화 이후에는 미야우치 히로시의 매력을 중심에 둔 《고레인저》 노선으로 전환하였다. 그러나 이 조치들은 시청률 향상 효과를 전혀 가져오지 못하면서 결국 35화에 종영되고 만다. 이 때문에 이 작품은 슈퍼 전대 시리즈 중에서는 가장 화수가 적다.
슈퍼 전대 시리즈에서 추가 멤버가 등장한 첫 번째 전대이다.(추가 멤버는 그 후에 여러 작품에서 단발적으로 등장하였고, 80년대 중반이후 작부터는 대부분 매번 나오게 되었다.)
TV 시리즈 종료후인 1978년 3월 18일에는 극장판 《재커전격대 VS 고레인저》가 개봉되었다.

### 특이사항
- 초기 명칭안이었던 ‘전격전대’는 이후 1985년에 방영된《전격전대 체인지맨》에서 대신 채용되었다.
- 슈퍼 전대 시리즈 중에서 가장 화수가 적으며(중도 종영), TV 시리즈 본편이 해를 넘기지 못한 유일한 전대이다.
- 이 작품과 전 작인 《비밀전대 고레인저》는 이시노모리 쇼타로 원작이었기에 《배틀 피버 J》 이후의 도에이 원작 작품들과 따로 취급이 되던 시기가 있었다, 그리고 《고속전대 터보레인저》(제13대) 당시에는 선배 전대들이 전부 등장했던 제1화, 〈10 대(大)전대 집합, 부탁한다! 터보레인저〉에서는 《비밀전대 고레인저》와 《재커 전격대》는 나오지 않았으며 《배틀 피버 J》부터 10대 전대만 등장한다. 이 후 《미래전대 타임레인저》에서는 《고레인저》부터 포함하여, 제51화에서는 타임레인저들이 타임제트로 《재커 전격대》 시대를 보러 왔다는 설정으로 이 작품의 영상이 나왔다.
- 이 작품이 끝나고 나서 《배틀 피버 J》가 방송되기까지는 무려 1년 2개월간의 공백이 생기며 이는 슈퍼 전대 시리즈 중 유일하다.
- 이 작품 이후 망토를 착용한 전대는 《성수전대 긴가맨》의 흑기사의 망토와 《마법전대 마지레인저》의 기본망토 뿐이다.
- 이 작품의 히로인이었던 하트 퀸은 여성 멤버 최초로 스커트가 장착된 형태의 슈트를 착용하였다.
- 변신 후의 코드명에 색깔이 들어가지 않은 최초의 전대이며 2대 전대를 사용하지 않은 최초의 전대이다.
- 이 작품 이후 초기에 네 명의 멤버로 시작하는 전대는 《폭룡전대 아바레인저》뿐이다.

## 재커 전격대
재커 전격대(JAKQ (ジャッカー)電撃隊 잣카 덴게키타이[*])는 거대 범죄조직 크라임에게 맞서기 위하여, 국제과학특수대가 결성한 비밀 부대이다. 로마자로는, 트럼프의 A (에이스), J (잭), Q (퀸), K (킹)을 어감에 맞게 배열한 JAKQ로 표기한다. 네 명의 멤버와 중간에 행동 대장으로써 부임하는 빅 원, 총 5명으로 구성되어 있는데, 킹과 빅 원을 제외한 세 명은 민간인 출신으로, 재커 전격대에 가입한 뒤 국제과학수사대에 입대했다. 네 명의 멤버 전원이 사이보그로, 재커전격대로 변신하지 않아도 고도의 탐색 능력이나 괴력을 발휘할 수 있다. 비행요새 스카이 에이스가 운반하는 강화 캡슐에서 방출되는 강화 에너지를 쐬어 변신한다. 단체 구호는 "우리는 재커 전격대!" (我ら、ジャッカー電撃隊! 와레라, 잣카 덴게키타이![*])이다.
- 사쿠라이 고로 / 스페이드 에이스 (국내명(파워레인저 캡틴포스): 로크 / 스페이드 에이스) (24세 (1953년 출생))
- 히가시 류 / 다이아 잭 (국내명(파워레인저 캡틴포스): 류 / 다이아 잭) (25세 (1952년 출생))
- 카렌 미즈키 / 하트 퀸 (국내명(파워레인저 캡틴포스): 카렌 / 하트 퀸) (18세 (1959년 출생))
- 다이치 분타 / 클로버 킹 (국내명(파워레인저 캡틴포스): 대지 / 클로버 킹) (23세 (1954년 출생))
- 반바 소우키치 / 빅 원 (국내명(파워레인저 캡틴포스): 바키 / 빅 원) (23회부터 등장)

## 범죄조직 크라임
범죄조직 크라임 (Crime, 犯罪組織「クライム」 한자이소시키 쿠라이무[*])은 두목 아이언 클로 (アイアンクロー (鉄の爪) 아이안쿠로[*])를 필두로, 세계 각지에서 활동하는 국제범죄조직이다. 크라임 요새 섬을 근거지로 하고 있다. 세계 각지를 일정한 "지구" (地區)로 나눠 활동하고 있는데, 각 지구의 대장은 "크라임 보스" (クライムボス 쿠라이무 보스[*])라 하며, 크라임 보스들은 데빌 로봇 (機械怪物 (デビルロボット) 데비루 로봇토[*])들과 졸병급인 크라이머들을 이끌고 있다. 그 밖에, 크라임 보스의 지휘와는 관계 없이 데빌 로봇과 크라이머들이 직접 활동하기도 한다. 작품 끝에는 아이언 클로는 표면적인 수령에 불과했으며, 진정한 수령 샤인 (シャイン)이 등장해, 크라임의 진정한 목적이 세계 지배였음이 밝혀진다.

## 에피소드
1. 4 카드!! 비장의 패는 J.A.K.Q. (4カード！！切り札はJAKQ 포 카도!! 키리후다와 잣카[*])
2. 2 텐 잭!! 비밀 공장을 파괴해라 (2テンジャック！！秘密工場を破壊せよ 츠 텐잣쿠!! 히미츠 코조오 하카이세요[*])
3. 5 플러시!! 울부짖어라, 팬서! (5フラッシュ！ほえろパンサー 파이브 후랏슈! 호에로 판사[*])
4. 1 조커!! 완전 범죄의 자객 (1ジョーカー！！完全犯罪の刺客 완 조카!! 칸젠 한자이노 시카쿠[*])
5. 3 스냅!! 배신의 발라드 (3スナップ！！裏切りのバラード 스리 스낫푸!! 우라기리노 바라도[*])
6. 9 포커!! 미녀의 함정 (9ポーカー！！美女の罠 나인 포카!! 비조노 와나[*])
7. 8 슈퍼카!! 초속 (超速) 350 km/h (8スーパーカー！！超速350キロ 에이토 스파카!! 초소쿠 산뱌쿠고주키로[*])
8. 6 타겟!! 폭발하는 꽃 (6ターゲット！！爆発する花 싯쿠스 타겟토!! 바쿠하츠스루 하나[*])
9. 7 스트레이트!! 지옥의 필살권 (7ストレート！！地獄の必殺拳 세분 스토레토!! 지고쿠노 힛사츠켄[*])
10. 11 콜렉션!! 행복으로의 초대 (11コレクション！！幸福への招待 에레분 코레쿠숀!! 코후쿠에노 쇼타이[*])
11. 13 잭팟!! 불타라, 우정의 불꽃 (13ジャックポット！！燃えよ! 友情の炎 사틴 잣쿠폿토!! 모에요! 유조노 호노오[*])
12. 10 피라미드! 황금 가면의 미로 (10ピラミッド！黄金仮面の迷路 텐 피라밋도!! 오곤 카멘노 메이로[*])
13. 푸른 키 퀴즈!! 밀실살인의 수수께끼 (青いキークイズ！！密室殺人の謎・なぞ 아오이 키 쿠이즈!! 밋시츠사츠진노 나조·나조[*])
14. 올 슈퍼카!! 맹렬!! 대격주!! (オールスーパーカー！！猛烈！！大激走!! 오루 스파카!! 모레츠!! 다이게키소!![*])
15. 새빨간 주술!! 흡혈귀 괴담 (真赤なオカルト！！怪談・吸血鬼 맛카나 오카루토!! 카이단·큐케츠키[*])
16. 검은 야구공!! 마구의 습격 (黒いベースボール！！襲撃する魔球 쿠로이 베스보루!! 슈게키스루 마큐[*])
17. 검은 악마의 달!! 지옥의 집 괴담 (黒い悪魔つき！！怪談・地獄の家 쿠로이 아쿠마츠키!! 카이단·아쿠마노 우치[*])
18. 푸른 소용돌이!! 비밀 스파이의 얼굴 (青いうず潮！！秘密スパイの顔 아오이 우즈시오!! 히미츠 스파이노 카오[*])
19. 새빨간 대모험!! 끝없는 악마의 땅에서의 악귀 퇴치 (真赤な大冒険！！底なし魔境の鬼退治 맛카나 다이보우켄!! 소코나시 마쿄노 오니타이지[*])
20. 암흑의 사자!! 투명괴물이 어둠을 달린다 (暗黒の使者！！透明怪物が闇を走る 안코쿠노 시샤!! 토메이카이부츠가 야미오 하시루[*])
21. 장밋빛 야구 시대!! 크라임의 명타자 (バラ色の野球時代！！クライムの強打者 바라이로노 야큐 지다이!! 쿠라이무노 쿄다샤[*])
22. 붉은 대역전! 자폭군단을 공격해라 (赤い大逆転！自爆軍団を攻撃せよ 아카이 다이갸쿠텐!! 지바쿠군단오 코게키세요[*])
23. 흰색의 비행사! 빅 원 (白い鳥人！ビッグワン 시로이 초진! 빗구 완[*])
24. 악마인가, 천사인가? 불가사의한 피리 부는 사나이 (悪魔か？天使か？！不思議な笛吹き男 아쿠마카? 텐시카? 후시기나 후에후키 오토코[*])
25. 승리인가, 죽음인가? 귀신 장군과 기계화 군단 (勝利か？死か？！鬼将軍と機械化軍団 쇼리카? 시카?! 오니 쇼군토 키카이카 군단[*])
26. 침략자? 수수께끼의 우주해적선 (インベーダーか！？謎の宇宙海賊船 인베다카!? 나조노 우추카이조쿠센[*])
27. 독재자의 야망!! 부수어라! 죽음의 수용소 (独裁者の野望！！砕け！死の収容 도쿠사이샤노 야보!! 쿠다케! 시노 슈요조[*])
28. 내 비밀! 주머니 속의 우주 괴물 (ぼくの秘密！ポケットの中の宇宙怪物 보쿠노 히미츠! 포켓토노 나카노 우추카이부츠[*])
29. 칠변화(七變化)로 가자! 아이언 클로 대 빅 원 (行くぞ七変化！鉄の爪対ビッグワン 유쿠조 시치헨게! 테츠노 츠메 타이 빗구 완![*])
30. 죽음을 부르는 암호! 맹독 코브라 트위스트 (死を呼ぶ暗号！猛毒コブラツイスト 시오 요부 안고! 모도쿠 코부라 츠이스토[*])
31. 붉은 충격! 스파이는 소학교 4학년 (赤い衝撃！スパイは小学四年生 아카이 쇼게키! 스파이와 쇼가쿠 요넨세이[*])
32. 어느 쪽이 진짜인가? 위기의 빅 원 (どっちが本もの？！危うしビッグワン 돗치가 혼모노?! 아야우시 빗구 완[*])
33. 전격대 전멸인가? 크라임의 요리 교실 (電撃隊全滅か？！クライムのお料理教室 덴게키타이 젠메츠카?! 쿠라이무노 오료리쿄시츠[*])
34. 잠입! 크라임 요새 섬 (潜入！クライム要塞島 센뉴! 쿠라이무 요사이 시마[*])
35. 대승리! 안녕, J.A.K.Q. (大勝利！さらばジャッカー 다이쇼리! 사라바 잣카[*])

## 캐스트
- 사쿠라이 고로 - 단바 요시타카
- 히가시 류 - 이토 헤이잔
- 카렌 미즈키 - 미치 러브
- 다이치 분타 - 가사도 유스케
- 반바 소우키치 - 미야우치 히로시
- 쿠지라이 다이스케 - 다나카 히로시
- 히메 다마사부로 - 하야시야 겐페이
- 수령 아이언 클로 - 이시바시 마사시
- 나레이션 - 오히라 도루

### 목소리 출연
- 햄스터 - 에가와 나코
- 샤인, 크라임라이더 - 요다 에이스케

### 슈트 배우
- 1988년 고단샤가 발간한 테레비매거진 특별편집 《비밀전대 고레인저 대전집》 (ISBN 4-06-178409-9)을 참고했다.
- 스페이드 에이스, 빅 원 - 하루타 준이치
- 스페이드 에이스, 빅 원 - 오카모토 요시노리
- 스페이드 에이스 - 다카하시 도시미치
- 빅 원 - 오오바 켄지
- 다이어 잭 - 스즈키 히로미치
- 하트 퀸 - 요코야마 미노루
- 클로버 킹 - 고카 히로후미[2], 무라카미 준

재팬 액션 엔터프라이즈가 액션을 담당하였다.

## 같이 보기
- 이시노모리 쇼타로
- 《재커 전격대 vs. 고레인저》

| 이전 비밀전대 고레인저 | 제2대 슈퍼 전대 시리즈 1977년 4월 9일 ~ 1977년 12월 24일 | 다음 배틀 피버 J |